# Aalfang

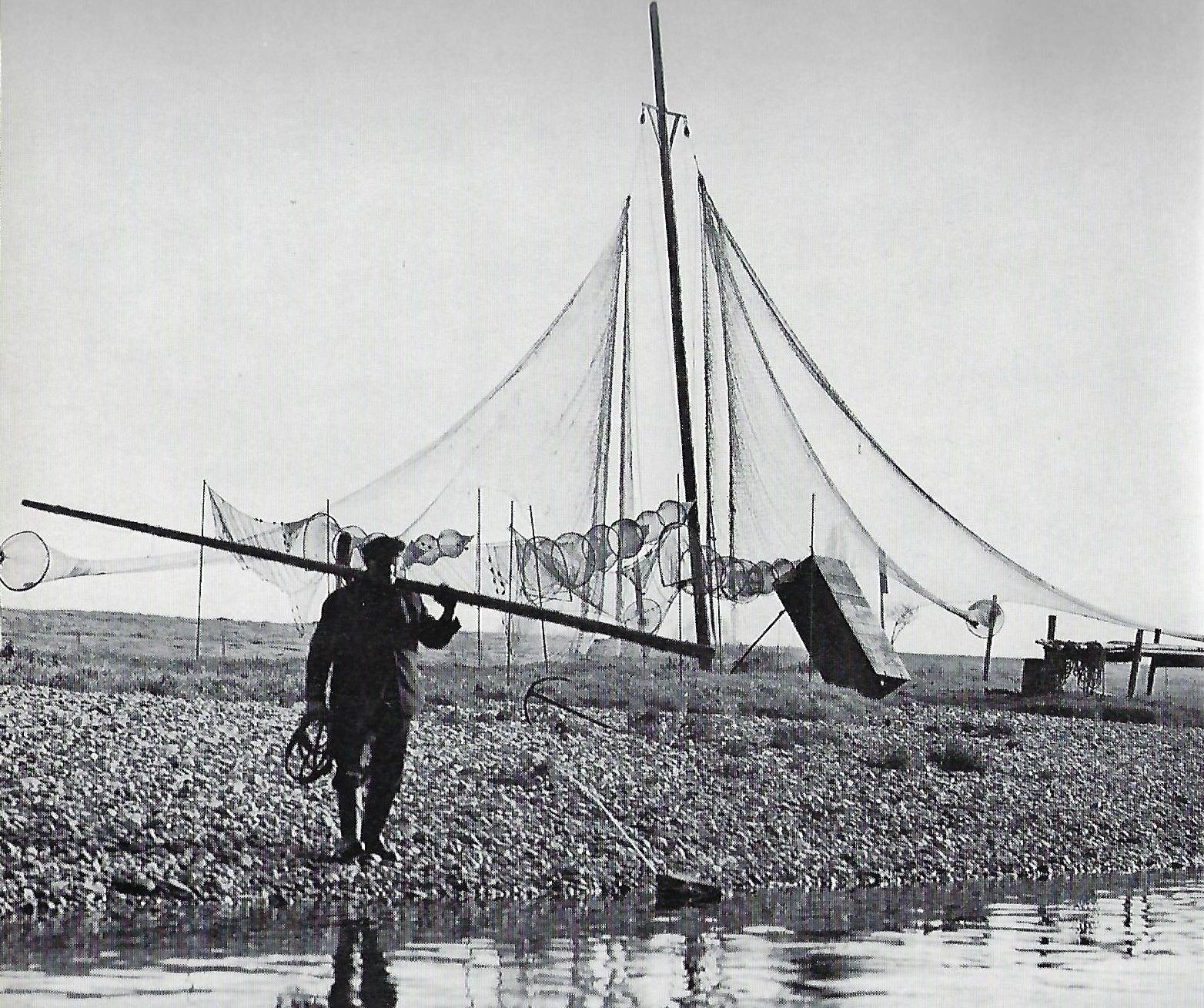
Aalfänger in Minden

Aalfang bezeichnet das Fischen von Aalen mit unterschiedlichen Methoden beziehungsweise Fangtechniken. Je nach Gewässer und Aalart erwies bzw. erweist sich die eine oder andere Methode als erfolgreicher.

## Fangmethoden
Einige der im Folgenden genannten Methoden sind inzwischen verboten:

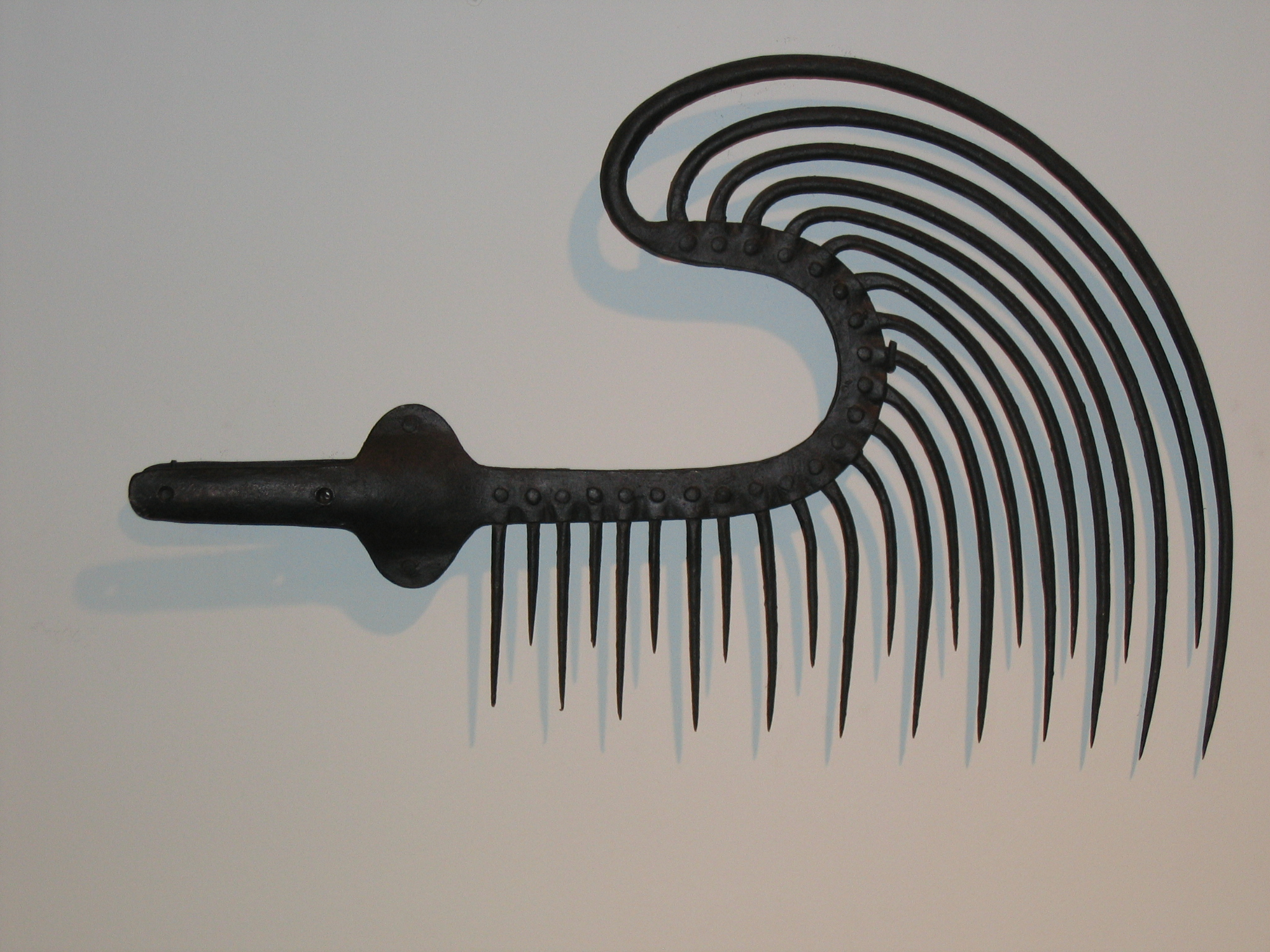
Eine Aalharke aus dem 19. oder frühen 20. Jahrhundert (ohne Schaft)

- mit Aalreusen (Körben oder Netzanlagen) – da sie einfach zu handhaben sind, sind sie eine wichtige Fangmethode, besonders für Berufsfischer. Allerdings muss man beim Auslegen der Körbe Ortskenntnisse haben, um zu wissen, wo sich Aale häufig aufhalten.
- mit Schleppnetzen ist der Aalfang meist nur in größeren Gewässern möglich, in denen die Fangrechte nicht aufgeteilt sind.
- mit Aalschokkern (spezielles Boot zum Fangen von Aalen in Küstennähe oder auf Flüssen)
- Elektrofischerei
- mittels Aalglippe und Plumperstock
- mit dem so genannten Pöddern, bei dem ein sehr einfaches Gerät ohne Angelhaken verwendet wird
- mit Aalschnur – eignet sich vor allem für den Hobbyangler, da mit größeren Erträgen nicht zu rechnen ist. Nachteil ist, dass auch kleine Tiere – die sich noch nicht zum Räuchern eignen – gefangen werden. Als Köder können kleine Fische, wie Rotaugen, Rotfedern und Brassen, sowie Würmer, Bienenmaden oder Tebo-Larven (Chilecomadia moorei) dienen.
- mit Aalpuppen – Schwimmkörper mit Angelschnur, die über ein Gewässer treiben
- Stationäre Fanganlagen, Aalhamen (fest installierte Netze) eignen sich vor allem für eine Bestandsaufnahme und weniger für die Bewirtschaftung eines größeren Gewässers.
- mit Aalstechern (auch Aalgabeln, Aalspeere oder Aalscheren genannt) – Dreizackähnliche Spieße mit meist drei- oder fünfzackigen Enden, die an einem langen Stock befestigt waren. Diese Fangmethode ist seit den 1950er Jahren verboten.
- mit Aalharken – rechenförmige Geräte, die durch den Schlick gezogen wurden und auf deren Zinken die im Schlick verborgenen Aale aufgespießt wurden. Diese Fangmethode ist seit den 1920er Jahren verboten.
- mit Aalfang genannten, meist hölzernen, festen Installationen am Abfluss/Wehr von aufgestauten (Mühlen-)Teichen, um die durchschwimmenden Aale darin aufzufangen, insbesondere beim gelegentlichen oder regelmäßigen Ablassen des Teichwassers.[1][2]

Nach inoffiziellen Schätzungen wurden in den 1990er Jahren ca. 30.000 Tonnen jährlich von ungefähr 20.000 bis 25.000 Fischern gefangen.

## Bedrohung
Der Europäische Aal (Anguilla anguilla), einst ein in Massen in den Flüssen vorkommender Fisch, ist seit Jahren ein vom Aussterben bedrohtes und auf der Roten Liste stehendes Tier. Dafür gibt es viele Gründe:

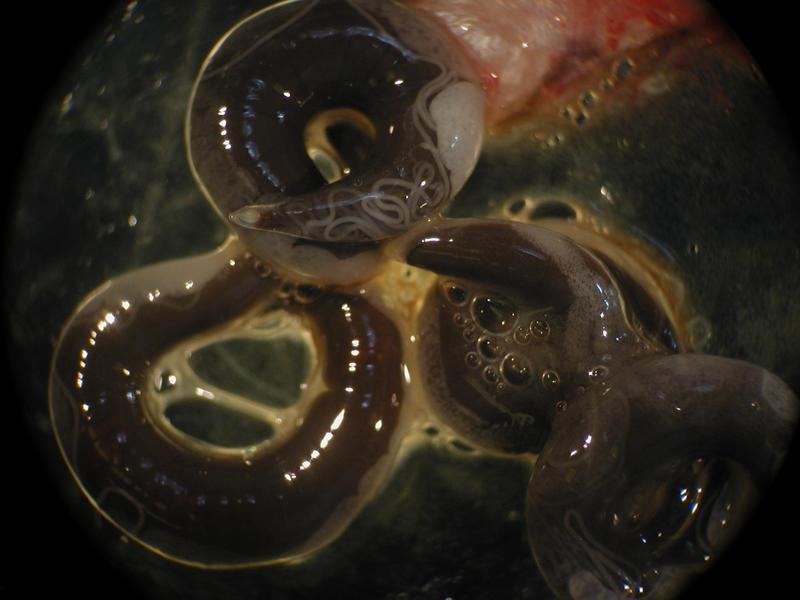
Nematoden der Art Anguillicoloides crassus

- So schädigt beispielsweise der Parasit Anguillicoloides crassus die Schwimmblase der Aale und sie sind dem kräftezehrenden Weg durch den Atlantik nicht mehr gewachsen. Inzwischen sind bereits 90 % der Aale infiziert. Die hohe Umweltbelastung kann durchaus als ein Grund für den schlechten Allgemeinzustand der Aale diskutiert werden.
- Aale als Wanderfische können Wasserkraftwerke oftmals nur durch die Turbinen queren. Dabei verendet ein hoher Anteil. Küstenflüsse bieten hier eine wichtige Möglichkeit zum Überleben der Art.
- Das Absperren der Flussläufe mit den oben genannten Aalhamen – Netzen, die besonders die für das Überleben der Art wichtigen Blankaale einsammelt. Die Umsiedlung in Gewässer ohne Zugang zum Meer hat keinerlei arterhaltende Wirkung.
- Glasaale, die als Delikatesse besonders in Mittelmeerländern zu Weihnachten verzehrt werden. Auch wandern immer mehr der europäischen Aale als Brataal in Sojasauce (kabayaki) auf japanische Teller.

Amerikaner und Kanadier haben inzwischen reagiert und ihren Glasaal (Anguilla rostrata) unter Schutz gestellt.

## Angeltechnik
Fangsaison für den Europäischen Aal ist von März bis Oktober. Aale werden beim Grundfischen erbeutet; als Köder dienen Würmer (besonders Tauwurm oder Mistwurm, Dendrobenas sind entgegen der landläufigen Meinung nicht so gut geeignet. Sie sondern eine gelbliche Körperflüssigkeit ab, die die Aale nicht mögen), Krebs- und Fischstücke oder tote Köderfische. Angler weisen darauf hin, dass Aale nach dem Anbiss möglichst rasch gelandet werden sollten, da sie gerne um Hindernisse unter Wasser herumschwimmen und sich so festsetzen.
Auch Käse (Edamer, Emmentaler) soll mittlerweile ein beliebter Köder sein. Hauptsache er riecht stark.
Der Aal wird als nachtaktiver Fisch überwiegend am Abend oder nachts erbeutet. Erfolgversprechend sind im Frühjahr besonders flache Stellen, an denen sich das Wasser schnell erwärmt. Bei fallenden Temperaturen im Herbst beißen die Aale noch an tiefen Gewässerstellen. In tiefen Seen können noch im November Aale gefangen werden.
Die Angelschnur wird mit einem Senkblei versehen, so dass sich der Köder nahe am Flussgrund befindet, da dort die Aale entlangwandern. In stehenden Gewässern jagen Aale besonders in hellen Mondnächten auch Kleinfische direkt an der Wasseroberfläche. Der Aal ist gar nicht so sehr ein reiner Grundfisch, wie vielfach angenommen wird.
An der Angelrute wird sinnvollerweise ein Glöckchen befestigt, um so den Anbiss zu erkennen.
Grundsätzlich gehen die Aalfänge in Europa seit Jahren stark zurück. Es wird bereits über ein partielles Fangverbot nachgedacht. Dass der Aalbestand in den europäischen Gewässern zurückgeht, liegt unter anderem daran, dass die Glasaale vor den Küsten Spaniens und Frankreichs gefangen und dann nach Asien als Delikatesse verkauft werden.